# Egipto en los Juegos Paralímpicos de Río de Janeiro 2016
Egipto estuvo representado en los Juegos Paralímpicos de Río de Janeiro 2016 por un total de 45 deportistas, 34 hombres y 11 mujeres.

## Medallistas
El equipo paralímpico egipcio obtuvo las siguientes medallas:
| Nombre | Deporte                   | Evento              |
| --- | ------------------------- | ------------------- |
| Oro |                           |                     |
| Randa Mahmud | Levantamiento de potencia | –86 kg femenino     |
| Sherif Ozman | Levantamiento de potencia | –59 kg masculino    |
| Mohamed Eldib | Levantamiento de potencia | –97 kg masculino    |
| Plata |                           |                     |
| Mostafa Fathalá Mohamed | Atletismo                 | 100 m T37 masculino |
| Rehab Ahmed | Levantamiento de potencia | –50 kg femenino     |
| Fatma Omar | Levantamiento de potencia | –61 kg femenino     |
| Mohamed Ahmed | Levantamiento de potencia | –107 kg masculino   |
| Amr Mosad | Levantamiento de potencia | +107 kg masculino   |
| Bronce |                           |                     |
| Amal Mahmud Osman | Levantamiento de potencia | –67 kg femenino     |
| Amani Ali | Levantamiento de potencia | –73 kg femenino     |
| Shaban Ibrahim | Levantamiento de potencia | –65 kg masculino    |
| Metawa Abueljir Ashraf Abdalá Abdelnabi Abdelatif Mohamed Abu Elyazid Hesham El-Shwij Hosam Masud Ahmed Soliman Ahmed Amer Sabri Eid Shaban Jater Elsayed Musa Mohamed Zeid | Voleibol sentado          | Torneo masculino    |